# 男性與男子氣概
《男性與男子氣概》（Men and Masculinities）是一份1998年起出版的美國男性研究學術期刊，由SAGE Publications出版，現任主編是紐約州立大學社會學教授邁克爾·金梅爾（Michael Kimmel） 。該期刊收錄與性別研究、酷兒理論、原女性主義（protofeminism）和多元文化主義相關的研究。

## 外部連結
- 《男性與男子氣概》在出版社官網上的介紹 （页面存档备份，存于） （英文）